# Stari trg pri Ložu
Stari trg pri Ložu je naselje s skoraj 900 prebivalci in središče občine Loška dolina.
Prvotno se je naselje Stari trg pri Ložu imenovalo Lož, ko pa so pod loškim gradom začeli graditi novo naselje, so prvotni trg Lož so začeli imenovati Stari trg. V starih listinah se kraj kot trg omenja že leta 1237; trgovanje so po letu 1341 od tod prenesli v sosednji Lož, s katerim se tudi sedaj deli industrijske funkcije Loške doline. Medtem, ko je bil Lož iz strateških razlogov v tesni dolini, je imel Stari trg zaradi lege na bolj planem svetu več prostora za razvoj. V trgovini in obrti sta se kraja ves čas kosala. Po 2. svet. vojni se je v kraju pričela razvijati kovinska industrija.
V središču Starega trga stoji cerkev sv. Jurija, prvič omenjena že leta 1221, ob kateri stoji mogočen zvonik s čebulasto kapo.
Pri Starem trgu pride z Blok Evropska pešpot E-6, ki se nadaljuje mimo vasi Nadlesk in dalje do grada Snežnik.

## Prebivalstvo
Etnična sestava 1991:
- Slovenci: 673 (87 %)
- Hrvati: 46 (5,9 %)
- Albanci: 14 (1,8 %)
- Srbi: 7
- Muslimani: 7
- Jugoslovani: 1
- Neznano: 26 (3,4 %)